# Dacodraco hunteri
Dacodraco hunteri är en fiskart som beskrevs av Waite, 1916. Dacodraco hunteri ingår i släktet Dacodraco och familjen Channichthyidae. Inga underarter finns listade i Catalogue of Life.